# الكاتدرائية الجديدة (لينتس)
الكاتدرائية الجديدة هي كنيسة رومانية كاثوليكية تقع في مدينة لينتس، النمسا.